# Amund Rydland
Amund Olson Rydland, född den 25 november 1888 i Alversund (nuvarande Lindås) i Hordaland, död den 16 februari 1967, var en norsk skådespelare.
Han debuterade 1913 på Det Norske Teatret, där han var teaterchef mellan 1916 och 1922. Han grundade 1933 Komediateatret i Bergen tillsammans med Lars Nygård; från 1945 var han åter knuten till Det Norske Teatret. Han var särskilt känd för att ge realistiskt liv till folkliga karaktärer, både inom folklustspel och i allvarliga roller, som Paulus Hove i Arne Garborgs Læraren.
Rydland medverkade i ett tiotal filmer och regisserade två stumfilmer: Farende folk (1922), där han också spelade huvudrollen, samt Himmeluret (1925, tillsammans med Leif Sinding), efter en berättelse av Gabriel Scott.

## Filmografi (urval)

### Roller
- 1920 – Kaksen paa Øverland
- 1921 – Markens gröda
- 1922 – Farende folk
- 1925 – Himmeluret
- 1926 – Baldevins bryllup
- 1932 – Fantegutten
- 1941 – Gullfjellet

### Regi
- 1922 – Farende folk
- 1925 – Himmeluret